# إيان تايلور (رجل أعمال)
إيان تايلور (بالإنجليزية: Ian Taylor)‏ هو شخصية أعمال ورائد أعمال بريطاني، ولد في 7 فبراير 1956 في كرويدون في المملكة المتحدة.

## وصلات خارجية
- الموقع الرسمي